# Huapiqiangzi Linchang (bondby i Kina, Heilongjiang Sheng, lat 47,98, long 129,51)
Huapiqiangzi Linchang (kinesiska: 桦皮羌子林场) är en bondby i Kina. Den ligger i provinsen Heilongjiang, i den nordöstra delen av landet, omkring 330 kilometer nordost om provinshuvudstaden Harbin. Antalet invånare är 238. Befolkningen består av 116 kvinnor och 122 män. Barn under 15 år utgör 7,0 %, vuxna 15-64 år 78 %, och äldre över 65 år 13,0 %.
Runt Huapiqiangzi Linchang är det ganska glesbefolkat, med 40 invånare per kvadratkilometer. Närmaste större samhälle är Pingshan Jingyingsuo, 18,9 km väster om Huapiqiangzi Linchang. I omgivningarna runt Huapiqiangzi Linchang växer i huvudsak blandskog.
Genomsnittlig årsnederbörd är 999 millimeter. Den regnigaste månaden är juli, med i genomsnitt 248 mm nederbörd, och den torraste är januari, med 11 mm nederbörd.